# Kupa
Floden Kupa eller Kolpa ([ ˈkóːwpa ]; fra latin: Colapis i romertiden ; ungarsk: Kulpa), er en højre biflod til Sava, der danner en naturlig grænse mellem det nordvestlige Kroatien og det sydøstlige Slovenien. Den er 297 km lang, hvoraf dens grænsedel har en længde på 118 km [1] og resten ligger i Kroatien.

## Navn
Navnet Colapis, der er optegnet i oldtiden, formodes at komme fra de urindoeuropeisk rødder *quel- 'drej, bugter' og *ap- 'vand', der betyder 'slyngende vand'. En alternativ fortolkning er *(s)kel- / *skul- 'skinnende, lys', der betyder 'klar flod'.

## Flodens løb
Kupa har sit udspring i den bjergrige region Gorski Kotar, nordøst for Rijeka, i området Risnjak Nationalpark i Kroatien. Den løber et par kilometer østpå, modtager den lille Čabranka-flod fra venstre, inden den når den slovenske grænse.
Den fortsætter derefter mod øst mellem den hvide Carniola-region (Bela krajina) i nord og Centralkroatien i syd. Kupa modtager tilstrømning fra Lahinja-floden fra venstre, passerer Vrbovsko og løsner sig til sidst fra den slovenske grænse efter at have passeret Metlika.
Den når derefter byen Karlovac, hvor den modtager tilløb fra to andre floder fra højre, Dobra og Korana (som igen får selskab af Mrežnica). Kupa fortsætter med at løbe mod øst, hvor den smelter sammen med Glina fra højre, passerer derefter gennem to små byer kaldet Šišinec og Brkiševina, og fortsætter derefter til byen Sisak, hvor den smelter sammen med Odra fra venstre og efter at have passeret igennem Sisak bymidte, løber ud i Sava-floden.

## Vandkvalitet
Den øvre Kupa temmelig uforurenet nedstrøms til Karlovac, og er et populært sted at bade om sommeren. Strækningen fra Stari Trg ned til Fučkovci har siden været 2006 er en del af den slovenske Krajinski park Kolpa naturreservat.
De hydrologiske parametre for Kupa overvåges regelmæssigt ved Radenci, Kamanje, Karlovac, Jamnička Kiselica og Farkašić.